# جائزة المكسيك الكبرى 1962
جائزة المكسيك الكبرى 1962 هو سباق فورمولا 1 أقيم بتاريخ 4 نوفمبر 1962 في مدينة مكسيكو. حلّ البريطاني تريفور تايلور أولا بينما جاء الأسترالي جاك برابهام في المركز الثاني وحصل على المركز الثالث البريطاني إينيس أيرلاند.